# Pseudopoda baimai
Espèce
Pseudopoda baimai est une espèce d'araignées aranéomorphes de la famille des Sparassidae.

## Distribution
Cette espèce est endémique de la province de Vientiane au Laos,. Elle se rencontre dans le district de Vangvieng à Nam Song dans la grotte Tham Nam Or Kjem.

## Description
Les femelles mesurent de 11,3 à 12,7 mm.

## Systématique et taxinomie
Cette espèce a été décrite par Jäger et Liu en 2024.

## Publication originale
(juin 2024).
- Wu, Zhong, Zhu, Jäger, Liu & Zhang, 2024 : « Description of three new species of the spider genus Pseudopoda Jäger, 2000 (Araneae, Sparassidae) from China, Laos and Thailand, and the female of P. kavanaughi Zhang, Jäger & Liu, 2023. » ZooKeys, vol. 1202, p. 287-301 (texte intégral).